# Salomè - Una storia
Salomè - Una storia è un cortometraggio italiano, esordio registico di Raffaele Buranelli, proiettato per la prima volta l'8 maggio 2010 al Valdarno Cinema Fedic.

## Trama
La luna ha un aspetto assai strano. La principessa Salomè, dopo aver danzato per Erode, è in attesa del dono che il tetrarca le ha promesso. Il braccio del carnefice finalmente sorge dalla cisterna e le offre l'agognata testa, ma nel frattempo, intorno, tutto sta cambiando...

## Produzione
Il film, utilizzando un'unica ripresa in piano sequenza di un monologo tratto dal dramma Salomè di Oscar Wilde, illustra l'evoluzione tecnica dell'arte cinematografica, dal cinema muto, in bianco e nero, a passo ridotto e con colonna sonora suonata dal vivo, alle innovazioni più recenti, citando film a tecnica mista come Chi ha incastrato Roger Rabbit e film dove il sonoro cinematografico ha una rilevante importanza come La foresta dei pugnali volanti. La testa di Giovanni Battista che appare nel film è tratta dal dipinto Salomè con la testa del Battista del Caravaggio. I titoli di coda riportano le illustrazioni, in stile liberty, create da Aubrey Beardsley per la pubblicazione dell'opera di Wilde.

## Critica
«Un viaggio attraverso il tempo e i diversi mezzi di comunicazione, un'opera caratterizzata da una grande cura estetica e un'ottima interpretazione dell'attrice protagonista che, con uno stile narrativo moderno e originale, riesce a far interagire diverse forme d'arte senza prenderle troppo sul serio.»
PREMIO OPERA IMAIE: «Per aver sapientemente rielaborato, in una forma cinematografica che rende arguto omaggio alla tradizione del cinema muto, un grande testo teatrale di Oscar Wilde, avvalendosi dell’interpretazione ricca di sfumature e di intensità della protagonista Karin Proia.» (Ernesto G. Laura, Dario Minutolo, Enrico Lancia, Enzo Natta, Massimo Giraldi, Teresio Spalla).
PREMIO EFESTO D'ORO, UN MARE DI CINEMA – EOLIE IN VIDEO: «Menzione speciale per la qualità complessiva dell’impianto narrativo e tecnico a Salomè - Una storia di Raffaele Buranelli» (Laura Delli Colli, Giovanna Gagliardo, Ahmed Boulane).

## Distribuzione
Il film è stato incluso nella selezione ufficiale dei festival AsoloArtFilmFestival (2010), Margherita Short Movies Fest (2010), Imaginaria International Film Festival (2011), D'incanto l'incanto - Festival biennale internazionale (2011).
È stato inoltre proiettato a Roma Tre Teatro Film Festival (2010), al Donnafugata Film Festival (2010), ad AIC Viaggio attraverso la Cinematografia di Daniele Nannuzzi

## Riconoscimenti
- 2009 - Premio Opera IMAIE
  - Vincitore sezione settore audiovisivo - Teatro in video[6]
- 2010 - ValdarnoCinema Film Festival
  - Giglio fiorentino d'argento per la miglior interpretazione a Karin Proia[7]
- 2010 - Un mare di cinema
  - Premio Efesto d'oro - Menzione speciale della giuria[8]
- 2010 - Villanova in corto
  - Menzione tecnica per la migliore recitazione a Karin Proia[9]
- 2011 - Festival internazionale del cinema d'arte - Premio Le mura d'oro
  - Primo premio sezione Cinema d'arte[10]